# Evangelische Kirche (Burgsolms)

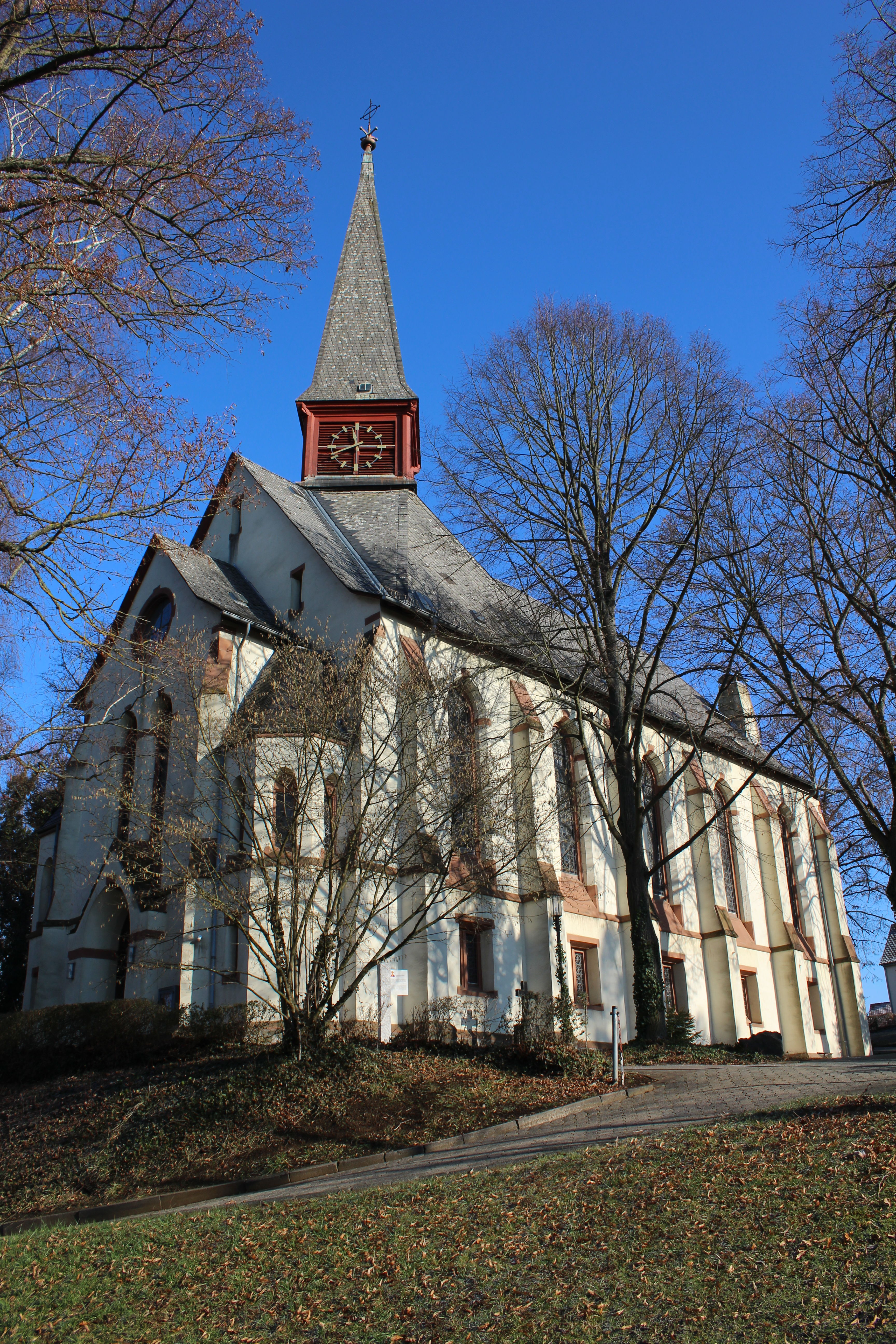
Kirche in Burgsolms von Südwesten

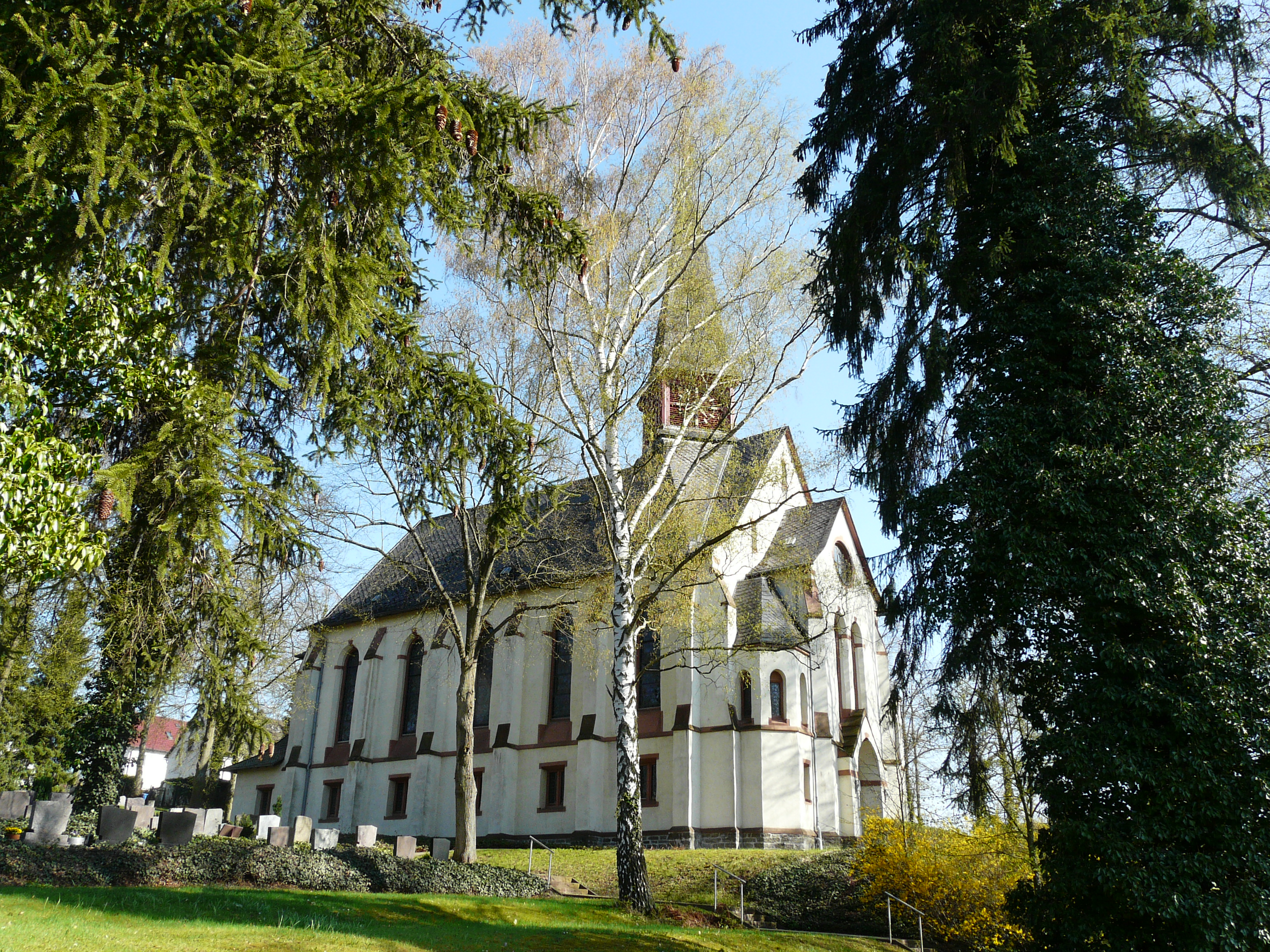
Ansicht von Nordwesten

Die Evangelische Kirche in Burgsolms in der Stadt Solms im Lahn-Dill-Kreis (Hessen) ist eine denkmalgeschützte Saalkirche. Sie wurde im Jahr 1883/1884 im Stil der Neugotik errichtet.

## Geschichte
Im Lorscher Codex wird im Jahr 788 die Schenkung einer Kirche am Solmsbach („Sulmissa“) erwähnt, wobei nicht eindeutig ist, ob Oberndorf oder Burgsolms gemeint ist. Für Oberndorf spricht, dass dies die Mutterkirche von Burgsolms war. Für Burgsolms spricht, dass in den 1950er Jahren bei Bauarbeiten am Gemeindehaus am „Freien Stein“ die Krypta einer karolingischen Kirche sowie eine karolingische Ringwallanlage entdeckt wurde. Die Funde sind Bestandteil eines befestigten Königshofes („curtis“), der offensichtlich der Sicherung des Lahnübergangs diente.
Das ursprüngliche Patrozinium ist nicht bekannt. In vorreformatorischer Zeit bildeten Oberndorf und Burgsolms ein gemeinsames Kirchspiel, wohl ohne weitere Filialkirchen. Es gehörte im Mittelalter zum Archipresbyterat Wetzlar im Archidiakonat St. Lubentius Dietkirchen in der Erzdiözese Trier. Unter Heinrich IV. zu Solms-Braunfels († 1311/1312) wurde aus unbekannten Gründen das Filialverhältnis umgekehrt und Oberndorf Filialkirche von Burgsolms. Das Koblenzer Offizialat widersprach einer Versetzung des Taufsteins aus Oberndorf, der später aber dennoch nach Burgsolms gelangte. Im Jahr 1388 wird die Burgsolmser Kirche als Pfarrkirche bezeichnet.
Mit Einführung der Reformation wechselte die Kirchengemeinde im Jahr 1549 unter Pfarrer Heinrich Rosarius zum evangelischen Bekenntnis und nutzte die mittelalterliche Kirche für ihre Zwecke. Unter Graf Konrad von Solms-Braunfels wurde am 7. September 1582 auf der Hungener Synode die „Nachreformation“ beschlossen und die Solmser Pfarrer nahmen das reformierte Bekenntnis an. Während des Dreißigjährigen Krieges wurde die Gemeinde ab 1626 für einige Jahre katholisch, bis die Schweden 1632 wieder die Ausübung des evangelischen Glaubens ermöglichten.
Aufgrund von Bauschäden veranlasste die Bauaufsichtsbehörde im März 1883 die Schließung des Gotteshauses. Die Gemeinde beschloss einen Neubau oberhalb der alten Kirche nach Plänen von Kreisbaumeister Wilhelm Witte aus Wetzlar. Für die neue Kirche wurde Baumaterial aus dem abgerissenen Bauwerk wiederverwendet. Die Grundsteinlegung erfolgte am 7. August 1883, die Einweihung genau ein Jahr später am 7. August 1884.
Wie auch bei anderen Kirchen der Region trugen die Zivilgemeinden die Baukosten und die Baulast ganz oder zum großen Teil. Am 1. März 1890 wurde die Kirche alleiniges Eigentum der Kirchengemeinde. Nachdem das Bruchsteinmauerwerk ab 1920 Witterungsschäden aufwies, folgten mehrere Außensanierungen und schließlich ein heller Verputz. Im Jahr 1954 wurde die alte Pfarrscheune in ein Gemeindehaus umgebaut. Das seit dem Mittelalter bestehende Kirchspiel wurde 1964 aufgelöst. In der Georgshüttenstraße wurde 1975 ein neues Gemeindezentrum fertiggestellt.
Die evangelisch-reformierte Kirchengemeinde gehörte bis Ende 2018 zum Kirchenkreis Braunfels in der Evangelischen Kirche im Rheinland, der 2019 in den Evangelischen Kirchenkreis an Lahn und Dill aufging.

## Architektur

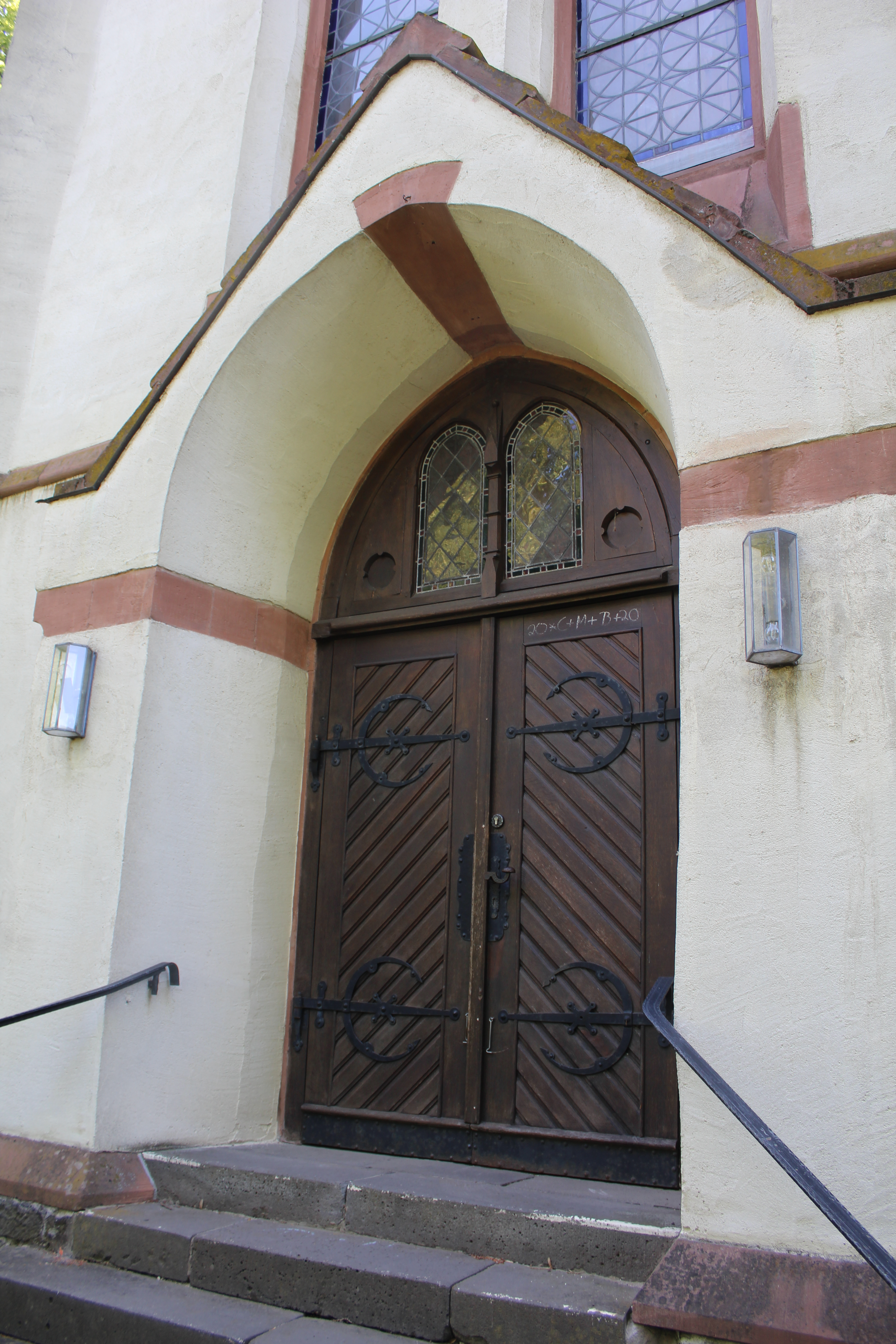
Westportal

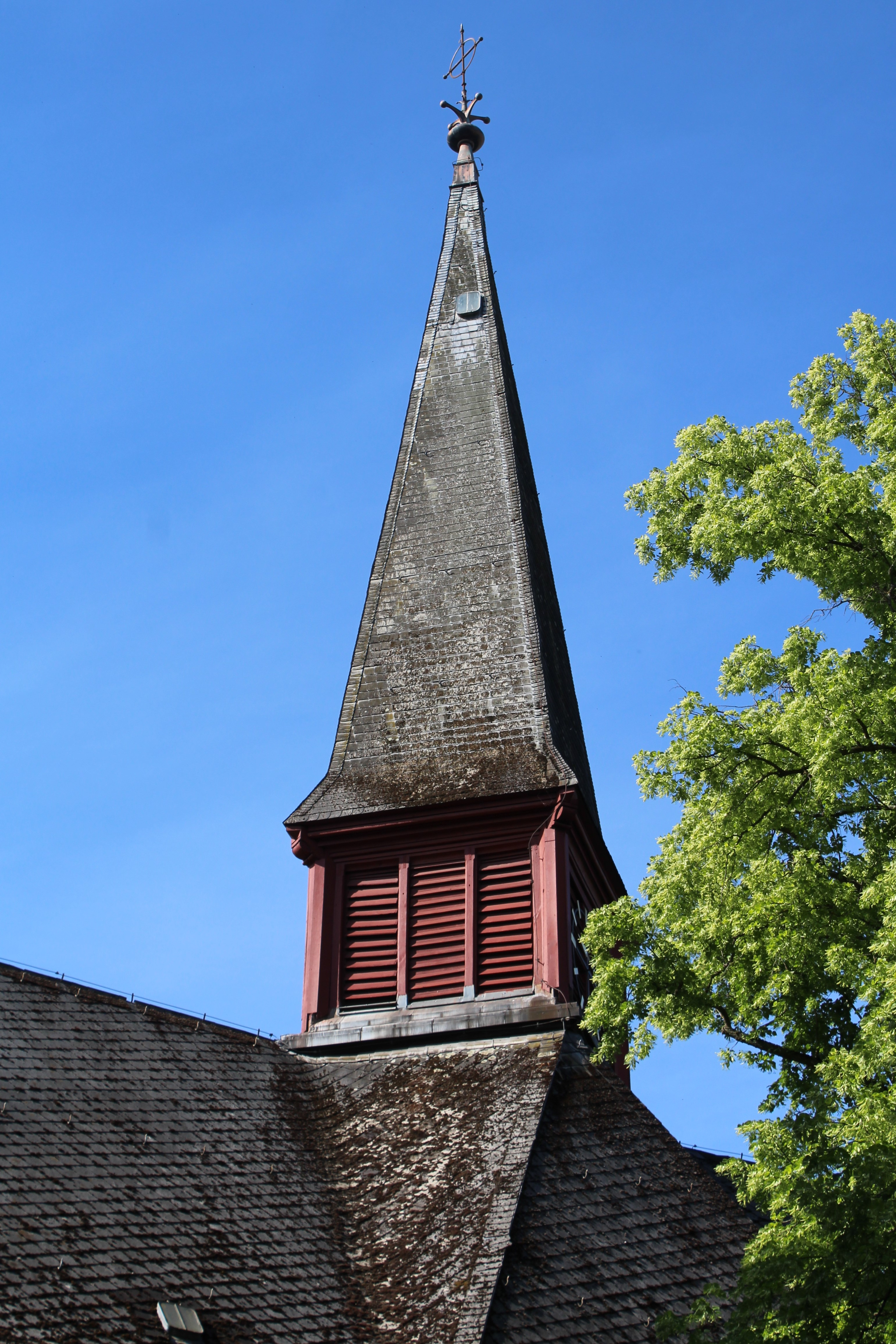
Dachreiter

Die geostete Saalkirche ist im Ortszentrum aus verputztem Bruchsteinmauerwerk errichtet. Sie steht auf einem Friedhofsgelände, dessen Mauern zum Teil erhalten sind.
Der neugotische Saalbau besteht aus einem fünfjochigen Langhaus mit einem westlichen Vorbau, der von zwei Treppentürmen flankiert wird. Vom Verputz ausgespart sind einzelne Architekturelemente aus rotem Sandstein. Dem Satteldach ist auf dem ersten Joch ein Dachreiter diagonal aufgesetzt. Ein eingezogener Rechteckchor mit einer Fensterrose aus Plattenmaßwerk bildet den Ostschluss. Im Nordosten schließt sich eine kleine Sakristei an.
Die Langseiten werden durch abgetreppte Strebepfeiler in zwei Zonen gegliedert. Über dem unverputzten Sockel belichten kleine rechteckige, geteilte Fenster und darüber hohe Fenster mit stumpfem Spitzbogen und Schlussstein den Innenraum. Im Inneren ist der überwölbte Chor gegenüber dem Schiff um zwei Stufen erhöht; ein großer, stumpfer Spitzbogen öffnet den Chor zum Schiff.
Für den Dachreiter wurde das verschieferte Satteldach im Bereich des westlichen Jochs verbreitert, sodass das kubusförmige Glockengeschoss direkt auf dem Dach aufsitzen kann. Vor den viereckigen, mit Lamellen versehenen Schallöffnungen sind die Zifferblätter der Turmuhr angebracht. Über dem Kubus erhebt sich der verschieferte Spitzturm, der von einem Turmknauf, Himmelsrichtungsanzeiger und Keltenkreuz bekrönt wird.
Der Dachreiter beherbergt ein Vierergeläut mit den Tönen g1-a1-c2-d2. Die alte Kirche besaß zwei Glocken aus dem Jahr 1787, möglicherweise von Glockengießer Bernhard. Die kleinere Glocke sprang vor 1856 und die größere wurde wohl im Zweiten Weltkrieg abgeliefert und ging verloren. Rincker goss 1856 zwei neue Glocken, die 1917 eingezogen und 1920 durch Stahlglocken ersetzt wurden. Eine dieser Stahlglocken ist auf dem Dachboden der Kirche erhalten. 1950 goss Rincker zwei neue Bronzeglocken. Die größere Glocke trägt die Inschrift: „Ehre sei Gott in der Höhe“ und „Nun lob mein Seel den Herren“, die kleinere hat die Inschrift: „Jesus Christus gestern und heute und derselbe auch in Ewigkeit“ und „Kommt und laßt uns Christum ehren“.

## Ausstattung

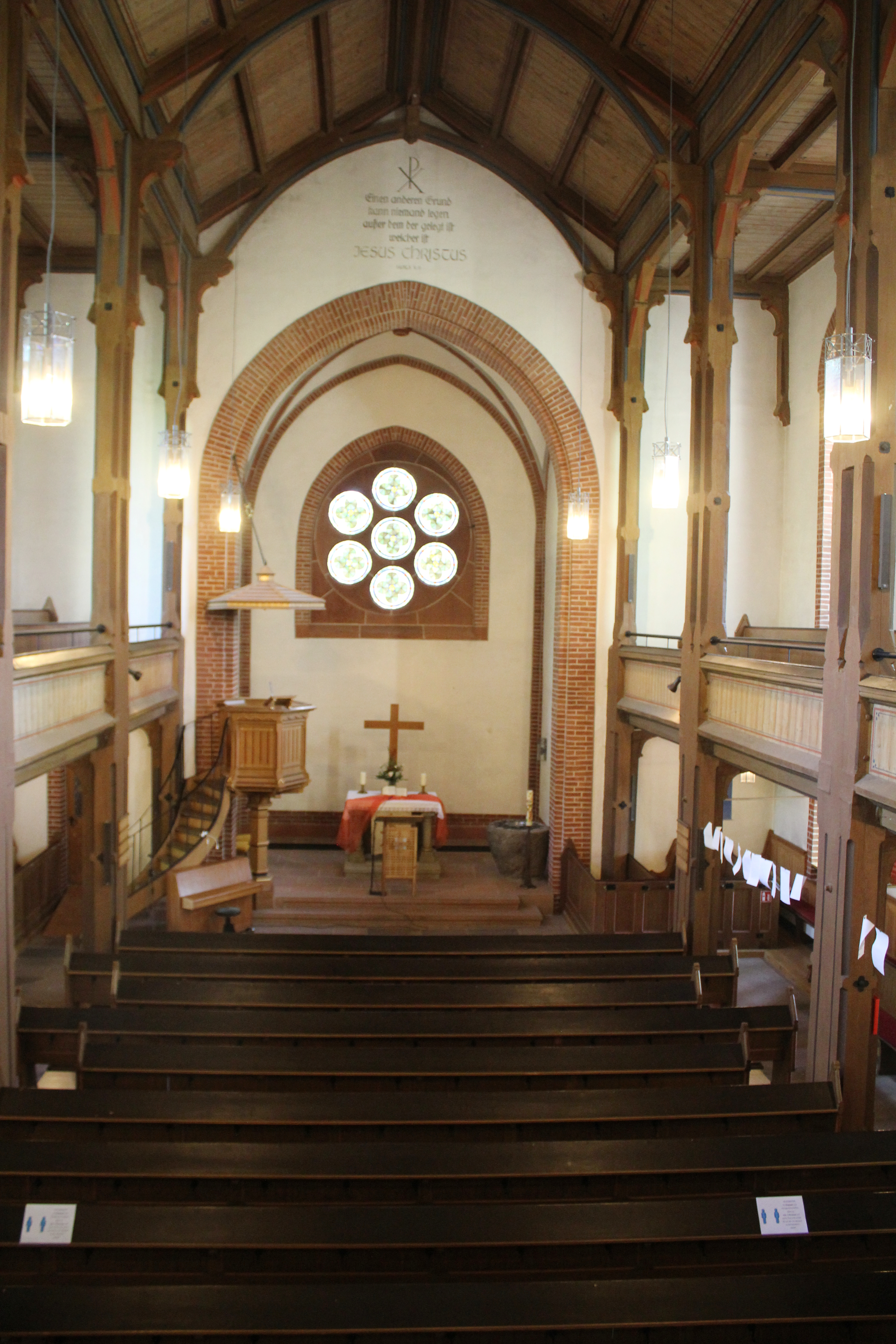
Innenraum Richtung Altar

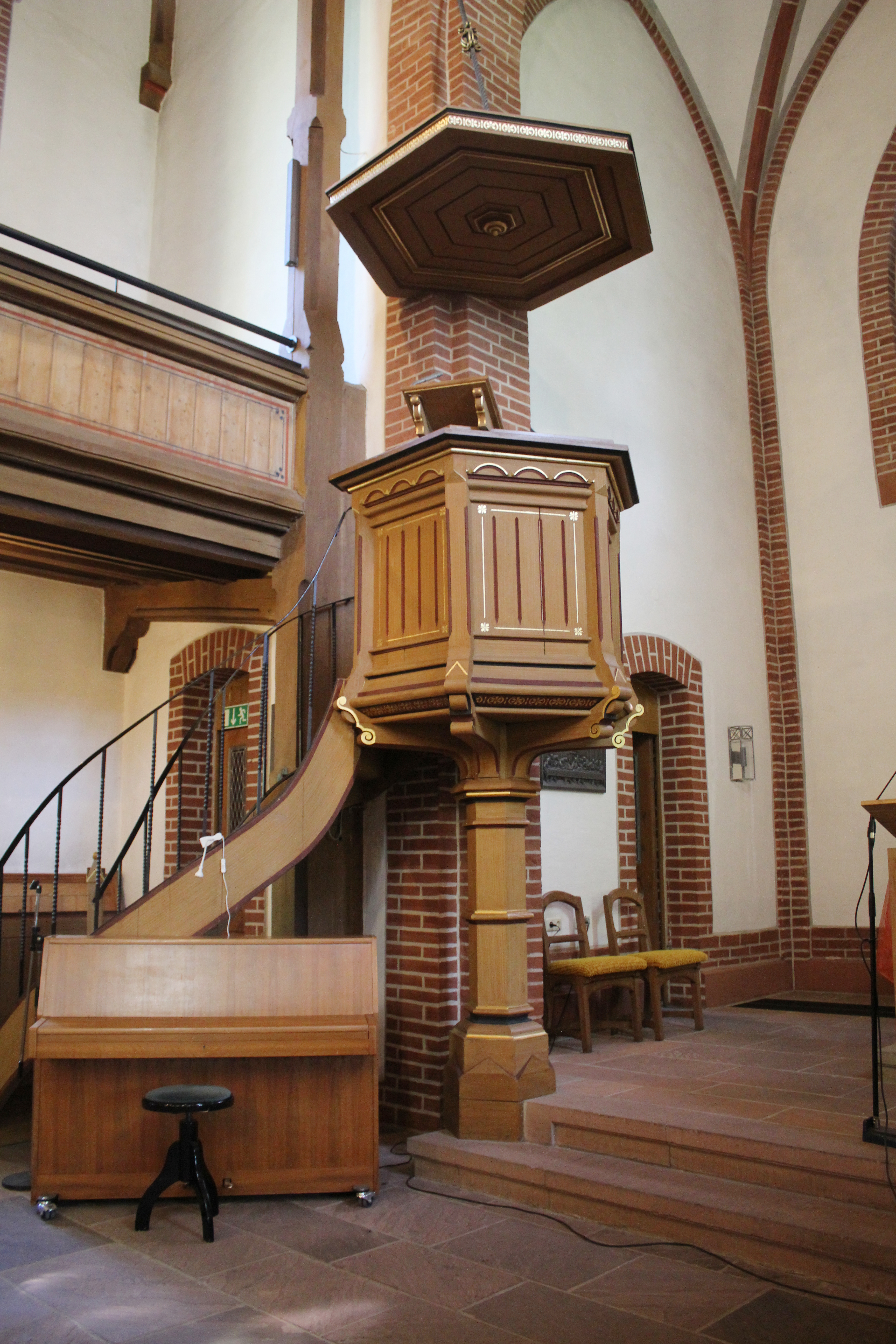
Kanzel

Durch die eingebauten dreiseitig umlaufenden Emporen wird der Eindruck eines dreischiffigen Innenraums erweckt. Hohe Holzpfosten, die die Decke stützen und in Bügen auslaufen, beziehen die Emporen ein. Dienste springen aus der Wand vor und stützen die Decken der schmalen Seitenschiffe. Während oberhalb der Emporen eine Holzbalkendecke eingezogen ist, ist der mittlere Bereich als offener Dachstuhl gestaltet. Der Boden ist mit roten Sandsteinplatten belegt. Über dem Chorbogen und unter dem Christusmonogramm ist der Bibelvers aus 1 Kor 3,11  aufgemalt.
Ältestes Inventarstück ist das romanische Taufbecken aus dem Vorgängergebäude, das ursprünglich in Oberndorf stand, im 14. Jahrhundert in die Braunfelser Burgkapelle umgesetzt wurde und im 19. Jahrhundert in die Braunfelser Kapelle St. Georgen gelangte. Im Jahr 1956 überließ ihn der Fürst zu Solms-Braunfels der Burgsolmser Kirche. Ein eiserner Aufsatz trägt die Taufschale.
Ebenfalls bauzeitlich sind der holzsichtige, polygonale Kanzelkorb auf einem sechsseitigen, gegliederten Fuß und der steinerne Altar. Der sechsseitige Schalldeckel ist passend zum Kanzelkorb gefertigt. Die Altarmensa ruht hinten auf einer massiven Rückwand und vorne auf zwei wuchtigen Steinsäulen mit vergoldeten Profilen. Am Altar ist ein modernes schlichtes Holzkreuz angebracht. Das Kirchengestühl bildet im Mittelschiff einen großen Block aus hölzernen Querbänken, während unterhalb der Emporen Längsbänke aufgestellt sind.

## Orgel

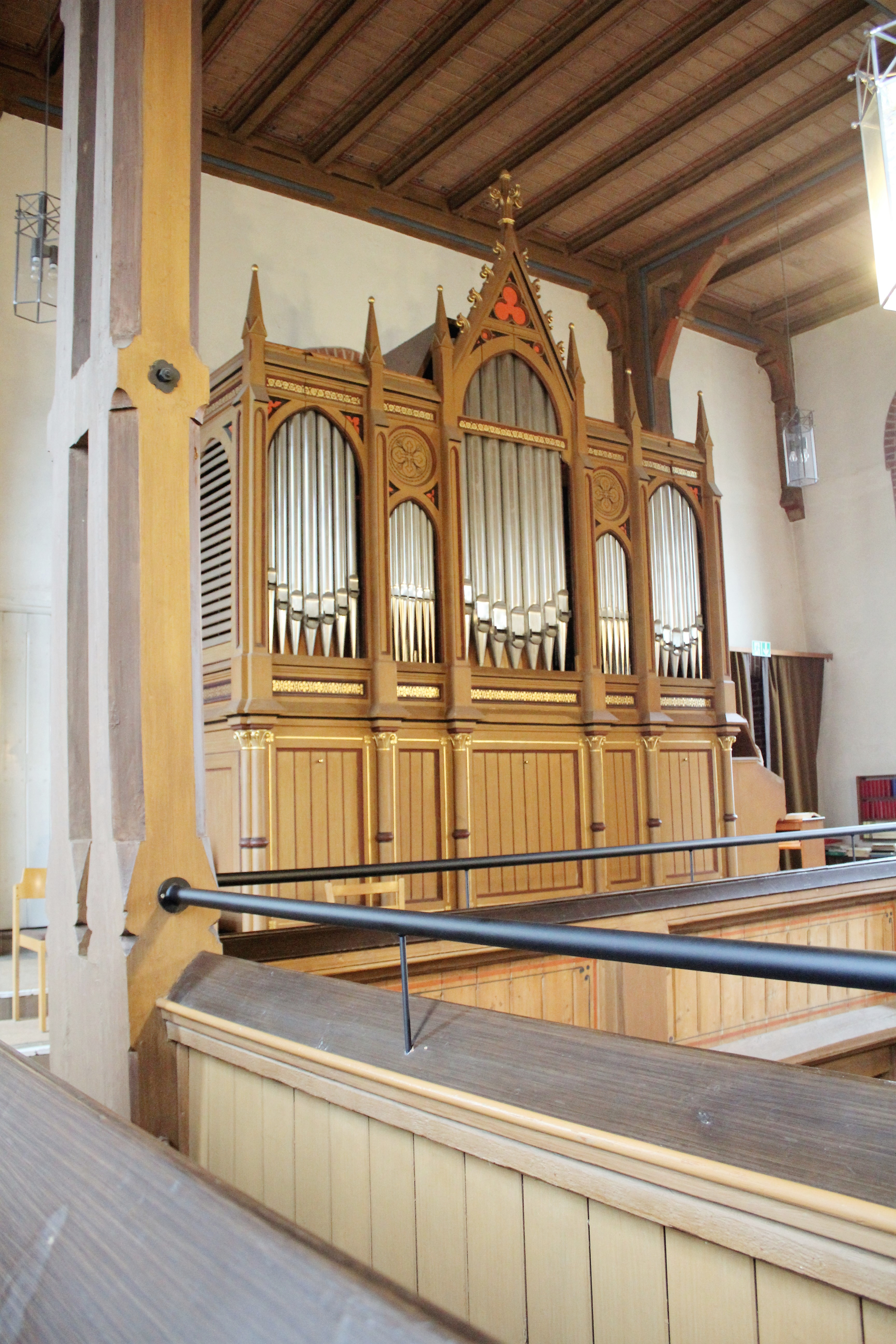
Orgelempore im Westen

Von der 1885 von August Hardt eingebauten, zweimanualigen Orgel ist noch der neogotische Prospekt erhalten. Fünf spitzbogige Pfeifenflachfelder werden durch Pilaster, die in kleine Fialen übergehen, gegliedert. Dem überhöhten mittleren Flachfeld sind ein krabbenbesetzter Giebel mit Dreipass und ein Kreuz aufgesetzt. Im Jahr 1968 baute Günter Hardt hinter dem historischen Prospekt ein neues Orgelwerk. Das Schleifladen-Instrument verfügt über 25 Register auf zwei Manualen und Pedal mit insgesamt 1650 Pfeifen. Die Spieltraktur ist mechanisch, die Registertraktur elektrisch.
| I Hauptwerk C–g3 |        |
| Rohrgedeckt      | 16′    |
| Prinzipal        | 8′     |
| Rohrflöte        | 8′     |
| Oktave           | 4′     |
| Spindelflöte     | 4′     |
| Spitzquinte      | 2 ⁄3′  |
| Waldflöte        | 2′     |
| Oktave           | 1′     |
| Terz             | 1 3⁄5′ |
| Mixtur V–VI      | 1 ⁄3′  |
| Trompete         | 8′     |

| II Manual C–g3 |       |
| Gemshorn       | 8′    |
| Gedackt        | 8′    |
| Prinzipal      | 4′    |
| Rohrflöte      | 4′    |
| Oktave         | 2′    |
| Nachthorn      | 2′    |
| Sifflöte       | 1 ⁄3′ |
| Zimbel III     | 1′    |
| Krummhorn      | 8′    |
| Tremulant      |       |

| Pedal C–f1      |     |
| Subbass         | 16′ |
| Oktavbass       | 8′  |
| Choralbass      | 4′  |
| Pedalmixtur III | 2′  |
| Posaune         | 16′ |

- Koppeln: II/I, I/P, II/P